# Anaconda (instalador)
Anaconda es el instalador para Red Hat Linux y Fedora. Está escrito en Python y C, y posee un frontend gráfico usando PyGTK y un frontend modo texto, Python-newt. Un archivo Kickstart puede ser usado para configurar automáticamente la instalación, permitiendo a los usuarios ejecutar la aplicación con un mínimo de supervisión.
Las anacondas son serpientes que comen lagartos (similar a la pitón), y el programa de instalación de Caldera Linux era llamado «Lizard», palabra en inglés para «lagarto», de ahí el nombre.
Anaconda ha sido portado a otras distribuciones Linux, como Oz Linux, Debian (mantenido por Progeny), Gentoo Linux, VidaLinux, Oracle Linux y Sabayon Linux.